# Cinquale
Cinquale è una frazione del comune italiano di Montignoso, in provincia di Massa-Carrara.

## Geografia
La frazione confina a nord con Poveromo (frazione del comune di Massa), a est con la Renella, a sud con Vittoria Apuana (frazione del comune di Forte dei Marmi), e a ovest è bagnata dal mar Ligure; la località si sviluppa ai limiti meridionali della costa apuana.

## Storia
Per rispondere al pericolo di incursioni corsare dei pirati saraceni, nel 1565 venne costruita la torre fortificata alla foce del lago detto di "Porta Beltrame"; essa rientrava nel programma militare di difesa costiera voluto dai Medici. La torre svolse il suo ruolo di difesa da incursioni dal mare fino al XIX secolo, dopo essere stata potenziata nel 1750 con una struttura di più ampie dimensioni (poi Forte Leopoldo di Cinque Ale, simile alla struttura più recente di Forte dei Marmi del 1788, formata da una caserma su tre livelli con un bastione rivolto verso mare), che rimase visibile fino alla seconda guerra mondiale, quando fu demolita dalle truppe tedesche.
Lo sviluppo turistico di Cinquale risale al periodo compreso tra la due guerre quando la località facente parte al tempo stesso sia della riviera apuana, perché sotto la provincia di Massa Carrara, sia della Versilia, perché vi sfocia il fiume Versilia e anche perché ex possedimento del Granduca di Toscana Leopoldo, divenne una zona di colonie estive (Farinacci, Ilva, Principessa di Piemonte, Caffaro, Italcementi), di case di cura (Barellai, trasformata poi nell'ospedale militare "Italo Balbo") e di ville di prestigiosi personaggi (come ad esempio il pittore Mino Maccari), per la particolare amenità dei luoghi e per l'eccezionalità del clima.
Va ricordato che il ricongiungimento completo di Cinquale col Comune di Montignoso risale al periodo fascista perché, durante il periodo in cui Montignoso fu ceduto a Modena, Cinquale rimase sotto Pietrasanta e perciò, nelle cartoline storiche degli anni 30 troveremo la dicitura "Cinquale presso Forte dei Marmi" e successivamente negli anni 50 troveremo "Cinquale Montignoso".

## Monumenti e luoghi d'interesse
A Cinquale si trovano la chiesa di San Giuseppe Artigiano, il lungomare, il lungo Versilia con il porticciolo turistico e il moderno centro. Nell'entroterra è l'oasi faunistica del lago di Porta.
In prossimità della foce, sulla sponda settentrionale, vi sono un cippo e una statua commemorativi della linea Gotica, il fronte bellico che si estendeva dal mare Tirreno al mare Adriatico durante il secondo conflitto mondiale.